# Levan Khmaladze
Levan Khmaladze (in georgiano ლევან ხმალაძე?; Tbilisi, 6 aprile 1985) è un calciatore georgiano, centrocampista del Samt'redia.

## Palmarès

### Club

#### Competizioni nazionali
- Campionato georgiano: 1

Dinamo Tbilisi: 2007-2008
- Coppa di Georgia: 2

Dinamo Tbilisi: 2008-2009, 2012-2013
- Supercoppa di Georgia: 1

Dinamo Tbilisi: 2008